# Ваганова
Вага́нова (рос. Ваганова) — присілок у складі Ірбітського міського округу Свердловської області.
Населення — 12 осіб (2010, 14 у 2002).
Національний склад населення станом на 2002 рік: росіяни — 86 %.